# Xylopia ambanjensis
Xylopia ambanjensis Cavaco & Keraudren – gatunek rośliny z rodziny flaszowcowatych (Annonaceae Juss.). Występuje endemicznie na Madagaskarze. 

## Morfologia
PokrójZimozielone drzewo dorastające do 12 m wysokości. Kora ma szarawą barwę. Młode pędy są owłosione.
LiścieMają lancetowaty kształt. Mierzą 7–10 cm długości oraz 1,5–2,5 szerokości. Są lekko owłosione od spodu. Nasada liścia jest ostrokątna. Wierzchołek jest ostry lub spiczasty. Ogonek liściowy jest owłosiony i dorasta do 3 cm długości.
KwiatySą pojedyncze. Rozwijają się w kątach pędów. Działki kielicha są owłosione, mają owalnie trójkątny kształt i dorastają do 3 mm długości. Płatki mają kształt języków i dorastają do 10–12 mm długości. Są prawie równe, owłosione. Słupków jest do 5 do 9. Są owłosione i mierzą 1 mm długości.
OwoceZłożone z siedzących rozłupni. Mają podłużny kształt. Osiągają 3 cm długości oraz 1,5–2 cm średnicy.

## Biologia i ekologia
Rośnie w lasach